# سهيلة بن لشهب
سهيلة بن لشهب
(9 نوفمبر 1994 -) فنانة جزائرية شاركت في برنامج الحنجرة الذهبية، ألحان وشباب، أراب آيدول، ستار أكاديمي - الموسم الحادي عشر 

## بدايتها
ولدت سهيلة خضراء بن لشهب في مدينة بو سعادة ولايةالمسيلة في الجزائر نشأت وسط عائلة فقيرة، بدأت سهيلة الغناء في سن الثامنة حيث كانت تغني في حفلات المدرسة وتقدم أناشيد دينية في في المساجد.
انطلاقتها الفنية بدأت في سن الرابعة عشر سنة حيث شاركت في مسابقة الحنجرة الذهبية بالجزائر وتحصلت على المركز الأول
ثاني برنامج شاركت فيه هو ألحان وشباب وقامت بالوصول من خلاله للنهائيات لتحتل المركز الثاني، كماشاركت في برنامج ارب ايدول على قناة إم بي سي (توضيح) و لم تصل للعروض المباشرة 

### ستار أكاديمي 11
شاركت سهيلة بن لشهب في النسخة الحادية عشر من البرنامج ودخلت دائرة الخطر مرة واحدة ورجعت باكثر من 50% بتصويت الجمهور لكن تعرضها لحادث في الاكاديمية منعها من مواصلة المشوار مما أدى لخروجها من المسابقة بعد تحقيق جماهيرية كبيرة. 

## أعمالها الفنية
- أغنية باللهجة الخليجية تحت عنوان مجنون [9][10] 2016
- دعاء ديني تحت عنوان دعوة حب [11][12]
- أغنية دانس 2017
- أغنية وطنية للجزائر تحت عنوان بلد المليون شهيد
- اغنية دينية تحت عنوان حكاية ثقة
- أغنية ليك مانوليش[13] 2017
- أغنية باللهجة المصرية بعنوان دنيا جديدة 2018
- كوفر أغنية حكم الزمان للشابة خيرة و الشاب بلال[14]
- كوفر أغنية الشاب بلال فيدا لوكا Vida Loca[15]
- كوفر أغنية الفنان الراحل كمال مسعودي فراقك خلصتو بالدموع [16]
- أغنية جرح كبير 2019 [17]
- أغنية دنيا يا ظالمة مع الرابر كريم الغانغ 2019
- أغنية باللهجة العراقية بعنوان مزحت معاه 2021

### مسلسلات و برامج
- المسلسل الكوميدي الجزائري «موسوسين» [18][19] 2016
- تقديم برامج : ألحان و شباب , جلسة و نسا , اربح مع ساهو ( عدة مواسم)
- لجنة تحكيم برنامج "سوشيال بلا حدود" على قناة الآن

## الجوائز
- لقب ملكة جمال ستار اكاديمي في مسابقة مقامة في لبنان من قبل موقع خبر عاجل 2016
- جائزة الميما التشجيعية 2016 [20]
- جائزة الميوركس دور أفضل مغنية عربية جديدة 2018
- جائزة أفريما أفضل مغنية في شمال أفريقيا 2018
- جائزة الدير جيست أفضل مغنية صاعدة 2020 & 2019
- جائزة مهرجان القنوات الفضائية أفضل مغنية عربية شابة 2019 & 2021
- جائزة نجم العرب أفضل موهبة صاعدة 2020